# Thomas Butler (calciatore)
Thomas Anthony Butler (Dublino, 25 aprile 1981) è un ex calciatore irlandese, di ruolo centrocampista.